# Here Without You
Here Without You è un brano musicale di genere alternative rock del gruppo statunitense 3 Doors Down, pubblicato nel 2003 come terzo singolo tratto dall'album Away from the Sun.
Rimane tuttora una delle canzoni più amate dai fan ed è un cavallo di battaglia dei loro concerti in tutto il mondo, rientrando tra le canzoni che suonano di più durante i concerti.
La canzone è stata usata anche tra le colonne sonore del film Goal! 2 - Vivere un sogno.

## La canzone
Il testo parla non solo della solitudine che si prova quando ti manca una persona da cui in quel momento si è lontani, ma anche dello stato di pace che arriva quando si sogna la persona che si ama.
In un'intervista rilasciata a Songfacts Brad Arnold ha dichiarato che la maggiore ispirazione per questa canzone è stata l'allora moglie.

## WWE
Una versione acustica della canzone fu usata dalla World Wrestling Entertainment come colonna sonora del video tributo a Eddie Guerrero in occasione della sua morte.